# Los Teques
Los Teques – miasto w północnej Wenezueli, w Górach Karaibskich, na wysokości 1169 metrów, na południowy zachód od Caracas, stolica stanu Miranda. Około 239 tys. mieszkańców. W mieście rozwinął się przemysł samochodowy oraz spożywczy.